# Općina Zavrč
Općina Zavrč (slo.:Občina Zavrč) je općina u istočnoj Sloveniji u pokrajini Štajerskoj i statističkoj regiji Podravskoj. Središte općine je naselje Zavrč s 81 stanovnikom.

## Zemljopis
Općina Zavrč nalazi se u istočnom dijelu Slovenije na granici s Hrvatskom. Općina se većim dijelom prostire u krajnje istočnom dijelu gorja Haloze. Sjeverni dio općine se nalazi u dolini rijeke Drave.
U općini vlada umjereno kontinentalna klima.
Najvažniji vodotok u općini je rijeka Drava. Svi ostali vodotoci su mali i njeni su pritoci.

## Naselja u općini
Belski Vrh, Drenovec, Gorenjski Vrh, Goričak, Hrastovec, Korenjak, Pestike, Turški Vrh, Zavrč